# 권민규
권민규(2006년 5월 13일 ~ )는 KBO 리그 한화 이글스의 투수수이다.

## 한화 이글스시절
2025년에 입단하였다. 2025년 3월 26일 LG 트윈스와의 경기에 출전하며 데뷔 첫 경기를 치렀고, 경기에서 1이닝 2피안타 1탈삼진 무실점을 기록하였다.

## 출신 학교
- 석교초등학교
- 세광중학교
- 세광고등학교